# 할리드 이븐 알왈리드

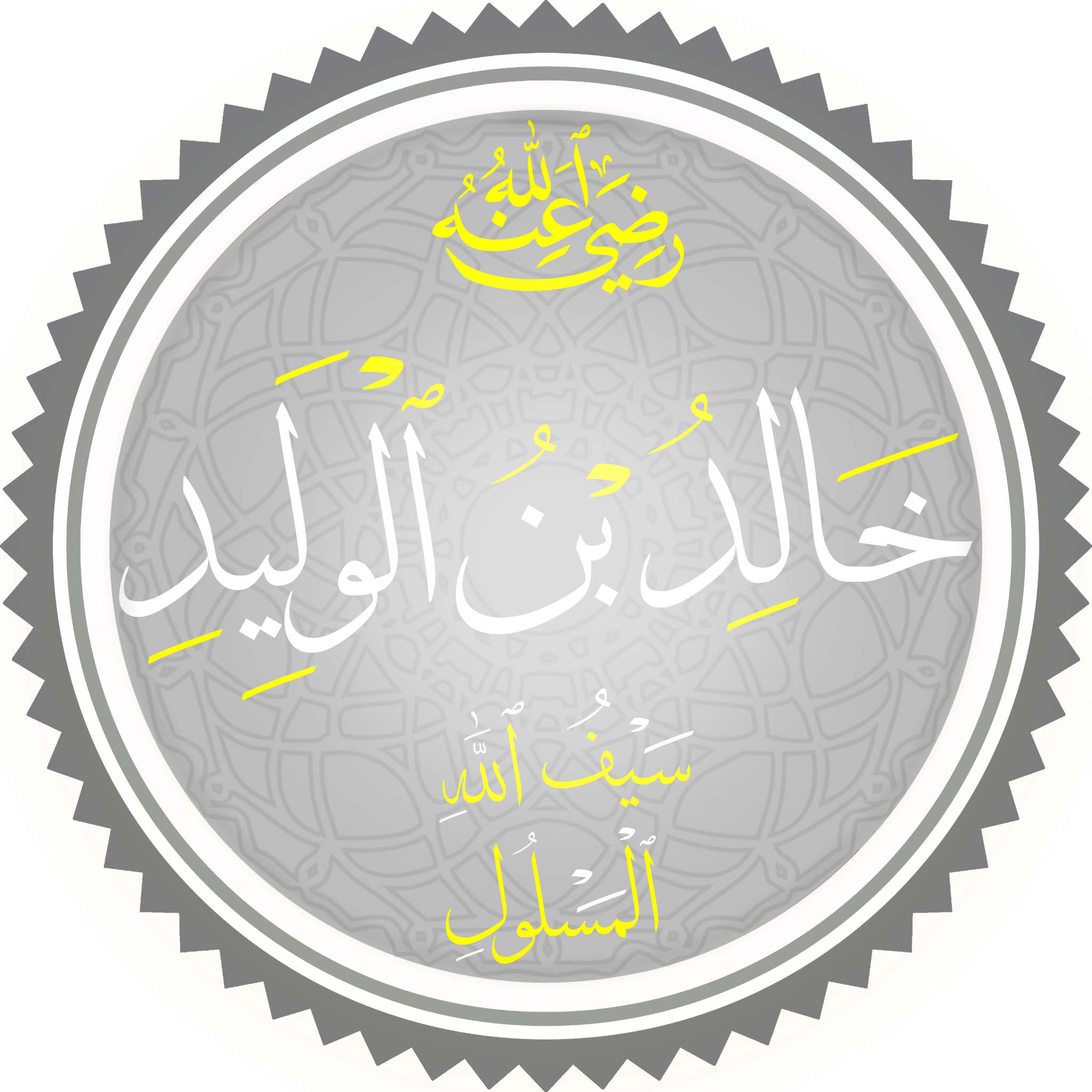

할리드 이븐 알 왈리드(592년 ~ 642년, 아랍어: خالد إبن الوليد)는 이슬람 초기의 정통 칼리파 시대의 무장이다. '알라의 검'(the Sword of God)이라는 별명으로 알려져 있다. 이슬람 확장 전쟁에서 지대한 공적을 세웠다.
본래 이슬람을 반대하여 무함마드를 견제했다. 625년 우후드 전투에서 무함마드에 대해 승리하는 등의 활약을 하였으나 무함마드의 메카 입성 이후 이슬람교로 개종하였다. 개종 이후 무함마드에게 "알라의 검"이라는 칭호를 받으며 이슬람 제국의 세력 확장에 큰 기여를 하였는데, 무함마드의 사망 이후 칼리프로 등극한 아부바크르에 의해 이슬람 군대를 이끄는 수장으로 임명됐다. 632년, 부자카 전투, 나크라 전투, 야마마 전투 등에서 큰 활약을 하여 단 3개월만에 아라비아 반도를 통합하였다. 이슬람 제국의 확대를 견제하기 위해 비잔티움 제국과 사산조 페르시아가 연합하여 이슬람 제국에 대항했지만 할리드의 군대에 의해 지속적으로 패배했고 페르시아는 세력이 축소된 후 멸망했다. 아부바크르가 죽은 후 등극한 우마르 이븐 알카타브는 그를 수장직에서 해임시켰는데, 백성들이 전쟁의 승리를 알라의 가호가 아닌 할리드의 능력 때문으로 생각하여 분열을 초래했기 때문이였다. 이후 군사 자문으로 활약하였으나 얼마 후 완전히 물러난 뒤 642년 전 재산을 우마르에게 증여한 뒤 사망했다.